# Born Legendary
 (novembre 2023).
Si vous disposez d'ouvrages ou d'articles de référence ou si vous connaissez des sites web de qualité traitant du thème abordé ici, merci de compléter l'article en donnant les références utiles à sa vérifiabilité et en les liant à la section « Notes et références ».
Albums de Hussein Fatal
Thug in Thug Out
(2002) Outkasted Outlawz
(2010)
Singles
1. Wut You Talkin Bout
Sortie : 5 mai 2009

Born Legendary est le troisième album studio d'Hussein Fatal, sorti le 16 juin 2009.

## Liste des titres
Les quinze pistes de cet album sont :
| No  | Titre                                                       | Durée |
| --- | ----------------------------------------------------------- | ----- |
| 1.  | Chrome 45                                                   | 4:19  |
| 2.  | Step to da Side                                             | 3:15  |
| 3.  | Call Em Up                                                  | 5:06  |
| 4.  | Game Is Tight                                               | 3:59  |
| 5.  | Talk 2 the Cops                                             | 3:38  |
| 6.  | Blocka Blocka                                               | 3:54  |
| 7.  | If You Know (featuring Q.U. Gangsta)                        | 4:15  |
| 8.  | Wut You Talkin Bout (featuring Jim Jones)                   | 4:40  |
| 9.  | Money Kept Coming (featuring Killa Black et Slim da Monsta) | 4:44  |
| 10. | Pop Like Me                                                 | 3:53  |
| 11. | I Don't Like That Nigga                                     | 3:36  |
| 12. | Like We                                                     | 3:42  |
| 13. | They Don't Get It                                           | 2:59  |
| 14. | If I Die 2Nite                                              | 4:35  |
| 15. | Show Me da Way                                              | 4:55  |